# Finn Poncin
Finn Poncin (Breda, 14 settembre 1959) è un attore e doppiatore olandese.

## Filmografia

### Televisione
- Pleidooi - serie TV (1993)
- Unit 13 - serie TV (1996-1998)
- Hertenkamp - serie TV (1998)
- Russen - serie TV (2001)
- De Club van Sinterklaas (2002,2004)
- Bergen Binnen - serie TV (2003-2005)
- Moordvrouw - serie TV (2017)
- VRijland - serie TV (2010-2013)
- Dokter Tinus (2013)
- Flikken - Coppia in giallo (Flikken Maastricht) - serie TV (1 episodio) (2014)
- Hotnews.nl - serie TV (2015)

### Cinema
- Dennis P. - regia di Pieter Kuijpers (2006)
- Briefgeheim - regia di Simone van Dusseldorp (2010)

## Doppiaggio
- Principe Argai in Argai
- Tito Makani in Rocket Power - E la sfida continua...
- Butch in Pokémon
- Norm in Phineas e Ferb
- Tenzin in La leggenda di Korra
- Stan Pines in Gravity Falls
- Sheldon J. Plankton in SpongeBob (seconda voce), SpongeBob - Fuori dall'acqua,  SpongeBob - Amici in fuga
- Sindaco Humdinger in PAW Patrol
- Stu Hopps in Zootropolis e Zootropolis+
- Voci aggiuntive in Monsters University, Dumbo
- Geppetto in Pinocchio
- Mulligan in La sirenetta
- Nick in Galline in fuga - L'alba dei nugget
- Tockins in Once Upon a Studio